# A magyar női labdarúgó-válogatott mérkőzései 2004-ben
A magyar női labdarúgó-válogatott  az év első két mérkőzéset Szlovénia ellen játszotta. Ezenkivül további öt mérkőzést vívott, ebből négy Európa-bajnoki selejtező volt. A mérleg: egy győzelem, két döntetlen és négy vereség.
Szövetségi edző:
- Bacsó István

## Mérkőzések
| 133. mérkőzés 2004. április 2. | Szlovénia | 2 – 2             | Magyarország   | Lendva |
| 133. mérkőzés 2004. április 2. | ?         | (? – ?) Részletek | Kanta 38' Ruff | Lendva |

| 134. mérkőzés 2004. április 4. | Magyarország | 4 – 1             | Szlovénia | Király-sportcentrum, Szombathely |
| 134. mérkőzés 2004. április 4. | Agócs Pádár  | (? – ?) Részletek | Vajis     | Király-sportcentrum, Szombathely |

| 135. mérkőzés 2004. április 24. Eb-selejtező | Franciaország                                                   | 6 – 0             | Magyarország | Reims |
| 135. mérkőzés 2004. április 24. Eb-selejtező | Mugneret-Béghé 20' Bompastor 30' Pichon 34' 44' 72' Tonazzi 88' | (4 – 0) Részletek |              | Reims |

| 136. mérkőzés 2004. május 1. Eb-selejtező | Magyarország              | 2 – 2             | Lengyelország           | Dunaújváros |
| 136. mérkőzés 2004. május 1. Eb-selejtező | Nagy A. 43' Sebestyén 90' | (1 – 1) Részletek | Winczo 11' Otrebska 84' | Dunaújváros |

| 137. mérkőzés 2004. május 29. Eb-selejtező | Magyarország | 0 – 5             | Izland                                   | Székesfehérvár |
| 137. mérkőzés 2004. május 29. Eb-selejtező |              | (0 – 1) Részletek | Viðarsdóttir 11' 62' Færseth 53' 60' 70' | Székesfehérvár |

| 138. mérkőzés 2004. október 3. Eb-selejtező | Oroszország                                | 4 – 0             | Magyarország | Stroitel stadion, Moszkva Nézőszám: 500 Játékvezető: Alexandara Ihringová (SVK) |
| 138. mérkőzés 2004. október 3. Eb-selejtező | Letyusova 43' 70' Barbasina 54' Fomina 66' | (1 – 0) Részletek |              | Stroitel stadion, Moszkva Nézőszám: 500 Játékvezető: Alexandara Ihringová (SVK) |

| 139. mérkőzés 2004. november 13. | Belgium                                                  | 5 – 1             | Magyarország             | Liège Nézőszám: 200 Játékvezető: Fabian Lavigne (BEL) |
| 139. mérkőzés 2004. november 13. | Puttemans 5' 56' Kanta 64' (öngól) Moens 80' De Wulf 88' | (1 – 0) Részletek | Czuder 74' Sebestyén 77′ | Liège Nézőszám: 200 Játékvezető: Fabian Lavigne (BEL) |